# Licea
Licea ist eine Gattung der Schleimpilze aus der Gruppe der Myxogastria. Sie umfasst mindestens 30 Arten und ist in weiten Teilen der Welt verbreitet.

## Merkmale
Die Fruchtkörper bestehen in der Regel aus kleinen bis winzigen, ungestielten oder gestielten Sporangien, nur im Falle von Licea variabilis sind sie groß und plasmodiokarp. Das Peridium ist ein- oder zweilagig, von unterschiedlicher Dicke und entwickelt auf seiner Oberfläche gelegentlich eine dunkle äußere Schicht. Ein Pseudocapillitium fehlt ebenso wie ein Capillitium. Die Sporen haben eine dicke Außenhülle und sind einseitig blasser.

## Verbreitung
Die Gattung ist weltweit verbreitet, die meisten Arten besiedeln Baumrinden. Funde dreier Arten aus dem tropischen Regenwald, darunter zweier bisher unbeschriebener, weisen darauf hin, dass auch die Blätter lebender Pflanzen als Habitat in Frage kommen, nähere Untersuchungen dazu fehlen jedoch.

## Systematik und Forschungsgeschichte
Die Gattung wurde 1797 von Heinrich Adolph Schrader erstbeschrieben. Typusart ist Licea pusilla.
Die Gattung umfasst mindestens 30 Arten, darunter allein in Deutschland die Arten:
- Licea biforis
- Licea operculata
- Licea eleanorae
- Licea floriformis
- Licea sinuatopicta
- Licea clarkii[5]
- Licea variabilis
- Licea pusilla
- Licea pedicellata
- Licea tuberculata
- Licea tenera
- Licea minima
- Licea longa
- Licea capitata
- Licea cristallifera
- Licea scyphoides
- Licea kleistobolus
- Licea parasitica
- Licea inconspicua
- Licea denudescens
- Licea marginata
- Licea microscopica
- Licea gloeoderma
- Licea testudinacea
- Licea belmontiana
- Licea nannengae
- Licea deplanata
- Licea castanea
- Licea minima
- Licea pygmaea
- Licea chelenoides

Weitere Arten sind:
- Licea kayokoae[6]